# 郑氏十七房
30°01′14″N 121°36′28″E / 30.02061°N 121.607784°E

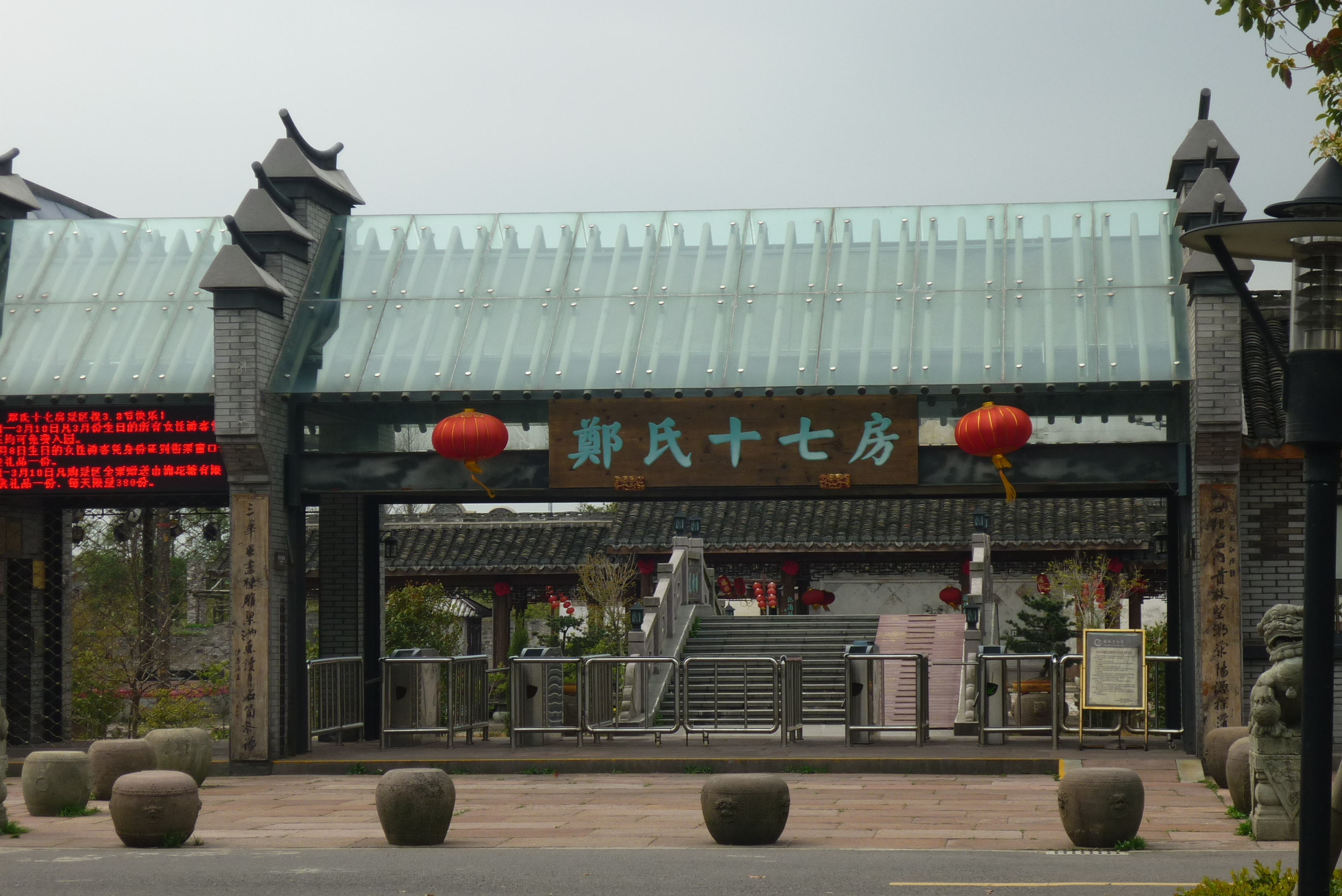
景区入口

郑氏十七房，是中国浙江省宁波市镇海区一组民居建筑的统称。郑氏十七房位于澥浦镇境内，曾被称为中国大陆规模最大的明清建筑群。郑氏十七房为路沿郑氏南宋时从河南荥阳南迁至浙江宁波后的世居之地，现存建筑面积4万余平方米，其建筑以码头墙林立，旗杆众多，河水长流为特点。与此同时，郑氏以经商见长，其经营行为从明代一直延续到现代，为宁波商帮中的重要一支，其族人先后创办四恒银号、老凤祥银楼、民生墨水厂等。郑氏十七房现辟为旅游景区。